# Xã Windham, Quận Wyoming, Pennsylvania
Xã Windham (tiếng Anh: Windham Township) là một xã thuộc quận Wyoming, tiểu bang Pennsylvania, Hoa Kỳ. Năm 2010, dân số của xã này là 841 người.